# Herb Hiszpanii
W herbie Hiszpanii znajdują się Herby  królestw, które w czasach średniowiecznych zjednoczyły się w walce wyzwoleńczej przeciwko Maurom (tzw. Rekonkwista). Były to: Kastylia (zamek), León (lew), Aragonia (słupy), Nawarra (łańcuch). U dołu tarcz herbowych - owoc granatu, symbol Grenady, która była ostatnią twierdzą Maurów, zdobytą przez Hiszpanów w roku 1492. Napis Plus ultra (łac. wciąż dalej) to aluzja do odkrycia Nowego Świata przez Kolumba. Dwie kolumny obok tarcz herbowych to Słupy Heraklesa, znajdujące się po obu stronach Cieśniny Gibraltarskiej. Opanowanie tych terenów miało znaczenie strategiczne z punktu widzenia żeglugi morskiej. Na prawym słupie jest korona cesarska, a na lewym – królewska. Słupy symbolizują siłę Hiszpanii. Owalna tarcza w środku godła zawiera herb hiszpańskiej panującej dynastii z rodu Bourbon-Anjou (Burbonów-Andegawenów) oraz korony jako symbol monarchii jaką jest Hiszpania.

## Dawny wygląd herbu

1504–1513
1513–1516

Herb Joanny I (1504–1506/1519)
Herb Filipa I (1504–1506)

1516–1518
1518–1520
1520–1530
1530–1556

1556–1558
1558–1580
1580–1598

1598–1668
1668–1700

1939–1945
1945–1975

1975–1977
1977–1981

Obecny herb przyjęto w 1981. We wcześniejszych latach często się zmieniał, co było związane z burzliwą historią Hiszpanii.
Na początku XX wieku monarchia hiszpańska używała herbu dwudzielnego – z prawej heraldycznej był kastylijski zamek, z lewej lew. Całość wieńczyła korona.
Herb republikański był bardzo podobny do obecnego – różnił się koroną (corona muralis, a nie królewska), brakiem symboli dynastii oraz detalami.
Herb w okresie rządów generała Franco przybrał inną postać - tarczę herbową (bardziej rozbudowaną niż obecna) trzymał czarny orzeł.
Królowie Katoliccy

1475–1492
1492–1504

Ferdynand Aragoński
- 1504–1513
- 1513–1516

Joanna I Kastylijska i Filip I
- Herb Joanny I
 (1504–1506/1519)
- Herb Filipa I
 (1504–1506)

Karol V
- 1516–1518
- 1518–1520
- 1520–1530
- 1530–1556

Filip II 
- 1556–1558
- 1558–1580
- 1580–1598

Habsburgowie
- 1598–1668
- 1668–1700

Burbonowie

1700–1761
1761–1808, 1813–1868

Józef Bonaparte (1808–1813)

Rząd Tymczasowy (1868–1870) Pierwsza Republika (1873–1874)

Amadeusz I (1870–1873)
Restauracja Monarchii (1874–1931)
Druga Republika (1931–1939)
Generał Franco
- 1939–1945
- 1945–1975

Transformacja ustrojowa
- 1975–1977
- 1977–1981